# Xã Beaver, Quận Newton, Indiana
Xã Beaver (tiếng Anh: Beaver Township) là một xã thuộc quận Newton, tiểu bang Indiana, Hoa Kỳ. Năm 2010, dân số của xã này là 1.573 người.